# Gröditz
Gröditz – miasto w południowo-wschodniej części Niemiec, w kraju związkowym Saksonia, w powiecie Miśnia, do 31 grudnia 2012 siedziba wspólnoty administracyjnej Gröditz. Do 29 lutego 2012 należało do okręgu administracyjnego Drezno. Położone nad rzeką Große Röder, ok. 30 km na północny zachód od Drezna, ok. 12 km od miasta Riesa i ok. 7 km na południowy zachód od Elsterwerda.
1 stycznia 2013 do miasta przyłączono gminę Nauwalde, która stała się jego dzielnicą
.

## Współpraca
Miejscowości partnerskie:
- Jarny, Francja
- Linkenheim-Hochstetten, Badenia-Wirtembergia